# Treylon Burks
Treylon Burks (geboren am 23. März 2000 in Warren, Arkansas) ist ein US-amerikanischer American-Football-Spieler auf der Position des Wide Receivers. Er spielte College Football für die Arkansas Razorbacks und wurde im NFL Draft 2022 in der ersten Runde von den Tennessee Titans ausgewählt.

## College
Burks besuchte die Highschool in seiner Heimatstadt Warren, Arkansas. Dort spielte er erfolgreich Football, zudem auch Baseball und Basketball. Am fünften Spieltag der Saison 2018 zog Burks sich einen Kreuzbandriss zu und verpasste daher einen Großteil seiner letzten Spielzeit an der Highschool. Er wurde als Wide Receiver, als Quarterback, als Linebacker und als Return Specialist eingesetzt. Burks erhielt zahlreiche Stipendienangebote von renommierten College-Football-Programmen. Er entschied sich für die University of Arkansas und spielte seit 2019 College Football für die Arkansas Razorbacks.
Bereits als Freshman kam Burks in elf Spielen für die Razorbacks und davon neunmal als Starter zum Einsatz. Er fing 29 Pässe für 475 Yards und verbuchte damit die meisten Yards Raumgewinn im Passspiel in seinem Team, auch wenn ihm kein Touchdown gelang. Zudem wurde Burks als Return Specialist eingesetzt. In der Saison 2020 konnte Burks sich als der führende Wide Receiver der Razorbacks etablieren und in neun Partien 51 Pässe für 820 Yards und 7 Touchdowns fangen, wobei er in einer Partie verletzungsbedingt nur zu einem Kurzeinsatz kam und in der folgenden Woche aussetzen musste. In der Saison 2021 fing Burks 66 Pässe für 1104 Yards und elf Touchdowns. Er wurde in das All-Star-Team der Southeastern Conference (SEC) gewählt. Vor dem die Saison abschließenden Bowl Game gab Burks seine Anmeldung für den NFL Draft 2022 bekannt.

## NFL
Burks wurde im NFL Draft 2022 an 18. Stelle von den Tennessee Titans ausgewählt. Zuvor hatten die Titans ihren Nummer-eins-Receiver A. J. Brown im Austausch für den 18. Pick an die Philadelphia Eagles abgegeben. Als Rookie hatte er mit mehreren Verletzungen zu kämpfen und verpasste sechs Spiele. In den verbleibenden elf Spielen fing Burks 33 Pässe für 444 Yards Raumgewinn und einen Touchdown.

### NFL-Statistiken
| 2022                               | Tennessee Titans | 11 | 6  | 33 | 444 | 13,5 | 51 | 1 | 0 | 0 |
| 2023                               | Tennessee Titans | 11 | 9  | 16 | 22  | 13,8 | 70 | 0 | 0 | 0 |
| 2024                               | Tennessee Titans | 5  | 2  | 4  | 34  | 8,5  | 13 | 0 | 0 | 0 |
| Total                              | Total            | 27 | 17 | 53 | 699 | 13,2 | 70 | 1 | 0 | 0 |
| Quelle: pro-football-reference.com |                  |    |    |    |     |      |    |   |   |   |